# Chelodina pritchardi
Chelodina pritchardi là một loài rùa trong họ Chelidae. Loài này được Rhodin miêu tả khoa học đầu tiên năm 1994.

## Hình ảnh